# Primi ministri degli Emirati Arabi Uniti
Lista dei Primi ministri degli Emirati Arabi Uniti dal 1971 ad oggi. Negli Emirati Arabi Uniti il Primo ministro svolge anche il ruolo di Vicepresidente degli Emirati. Storicamente tali cariche sono occupate dall'Emiro di Dubai.

## Lista
| N°  | Primo ministro | Primo ministro                                   | Primo ministro                                   | Mandato         | Mandato        | Titolo nobiliare                          | Titolo derivato dalla posizione          |
| N°  | Primo ministro | Primo ministro                                   | Primo ministro                                   | Inizio          | Fine           | Titolo nobiliare                          | Titolo derivato dalla posizione          |
| --- | -------------- | ------------------------------------------------ | ------------------------------------------------ | --------------- | -------------- | ----------------------------------------- | ---------------------------------------- |
| 1   |                | Principe Maktūm bin Rāshid Āl Maktūm (1943-2006) | Principe Maktūm bin Rāshid Āl Maktūm (1943-2006) | 9 dicembre 1971 | 25 aprile 1979 | Principe ereditario dell’Emirato di Dubai | Vicepresidente degli Emirati Arabi Uniti |
| 2   |                | Sceicco Rāshid bin Saʿīd Āl Maktūm (1912-1990)   | Sceicco Rāshid bin Saʿīd Āl Maktūm (1912-1990)   | 25 aprile 1979  | 9 ottobre 1990 | Emiro di Dubai                            | Vicepresidente degli Emirati Arabi Uniti |
| (1) |                | Sceicco Maktūm bin Rāshid Āl Maktūm (1943-2006)  | Sceicco Maktūm bin Rāshid Āl Maktūm (1943-2006)  | 7 ottobre 1990  | 4 gennaio 2006 | Emiro di Dubai                            | Vicepresidente degli Emirati Arabi Uniti |
| 3   |                | Sceicco Mohammed bin Rāshid Āl Maktūm (1949-)    | Sceicco Mohammed bin Rāshid Āl Maktūm (1949-)    | 4 gennaio 2006  | in carica      | Emiro di Dubai                            | Vicepresidente degli Emirati Arabi Uniti |